# Live at Gruta 77
Live at Gruta 77 es el título del álbum en directo grabado por el grupo de Rock Kent Steedman & The Tubular Greens.
The Tubular Greens fueron una banda tributo ideada por Kent Steedman para realizar una serie de conciertos homenajeando a sus artistas australianos favoritos. La banda tocó versiones de grupos como Radio Birdman, Asteroid B-612, The New Christs, Cosmic Psychos, AC/DC, The Easybeats, Rose Tattoo, Atlantics o los propios Celibate Rifles, grupo en el que Steedman continua militando como guitarrista.
El álbum se grabó en directo en la sala Gruta 77 (Madrid), en el concierto que ofrecieron el 21 de enero de 2005, en el que tuvieron como teloneros a Motociclón.
El álbum es en formato CD-DVD, en los que la lista de canciones varía de uno a otro. En el DVD se incluyen 142 fotos tomadas durante la gira.
La portada y todo el concepto gráfico del álbum fue obra del diseñador valenciano Mik Baro.

## Lista de canciones

### CD
1. «I´m Stranded»
(Ed Kuepper)
2. «C' mon»
(Atlantics)
3. «Spirits»
(Damien Lovelock/Kent Steedman)
4. «Hindu Love Gods»
(Lipstick Killers)
5. «Kent´s Theme»
(Michael Couvret/Martin/Steedman)
6. «Tsunami»
(Steedman)
7. «Born Out Of Time»
(Rob Younger)
8. «I Can´t Talk To You»
(J. Oxley)
9. «Straigh Back To You»
(Asteroid B-612)
10. «Hot Generation»
(Tamam Shud)
11. «Sometimes»
(Damien Lovelock/Michael Couvret/Kent Steedman)
12. «Hanging On»
(Deniz Tek)
13. «Aloha Steve & Danno»
(Denis Tek)
14. «Astra Wally»
(Peter Wells/Angry Anderson)
15. «Greens Song»
(Kent Steedman)
16. «Tsunami - estudio»
(Kent Steedman)

### DVD
1. «Hindu Love Gods»
(Lipstick Killers)
2. «Burn My Eye»
(Deniz Tek)
3. «Hot Generation»
(Tamam Shud)
4. «O´Salvation»
(Damien Lovelock/Kent Steedman)
5. «I´m Stranded»
(Ed Kuepper)
6. «C' Mon»
(Atlantics)
7. «I Can´t Talk To You»
(J. Oxley)
8. «Kent´s Theme»
(Michael Couvret/Martin/Kent Steedman)
9. «Breath To Kill» - «Tsunami»
(Kent Steedman)
10. «Sometimes»
(Damien Lovelock/Michael Couvret/Kent Steedman)
11. «Lost Cause»
(Cosmic Psychos)
12. «Back In The Red»
(Lovelock/Darroch)
13. «Aloha Steve & Danno»
(Deniz Tek)
14. «Nightprowler»
(Angus Young/Malcolm Young/Bon Scott)
15. «She´s So Fine»
(Harry Vanda/George Young)
16. «Astra Wally»
(Peter Wells/Angry Anderson)

## Personal
- Miguel Pardo: voz.
- Kent Steedman: guitarra.
- Fernando Pardo: guitarra y coros.
- Juancho Bummer: bajo.
- J (Jorge Armijos): batería.